# أبرشية الروم الكاثوليك في بيت لحم في الأراضي المقدسة
أبرشية الروم الكاثوليك في بيت لحم في الأراضي المقدسة أو الكرسي أو أبرشية بيت لحم كانت أبرشية في الكنيسة الرومانية الكاثوليكية خلال الحروب الصليبية وهي الآن كرسي لقبي. كانت مرتبطة بأبرشية الروم الكاثوليك في نيفيرز.

## تاريخ

### في بيت لحم
في عام 1099، احتلت القوات الكاثوليكية بيت لحم في الحملة الصليبية الأولى. بنى دير ودير جديدين من قبل الأوغسطينيين شمال كنيسة المهد، مع برج إلى الجنوب وقصر أسقفي إلى الغرب. طرد رجال الدين الأرثوذكس (كان الوجود المسيحي في المنطقة حتى ذلك الحين من الأرثوذكس اليونانيين) واستبدلوا برجال الدين الكاثوليك. في عيد ميلاده عام 1100، توج بالدوين ملكًا على القدس في بيت لحم، وفي نفس العام، وبناءً على طلب بالدوين، أنشأ البابا باسكال الثاني بيت لحم (لم يسبق لها أن أصبحت كرسيًا أسقفيًا) أسقفية كاثوليكية، نائبًا لبطريرك اللاتين في القدس. بيت المقدس.
في عام 1187، استعاد السلطان الأيوبي صلاح الدين الأيوبي (من مصر وسوريا والمزيد في بلاد الشام) بيت لحم واضطر رجال الدين الكاثوليك إلى السماح لرجال الدين الأرثوذكس اليونانيين بالعودة. صلاح الدين نفسه سمح في عام 1192 لاثنين من الكهنة الكاثوليك واثنين من الشمامسة بالعودة إلى الأبرشية، على الرغم من أن اقتصاد بيت لحم لا يزال يعاني من الانخفاض الكبير في عدد الحجاج من أوروبا.

### المنفى الداخلي
في عام 1223، قمعت الأسقفية باعتبارها كرسيًا سكنيًا في الأرض المقدسة، كونها حقًا في جزء من الخيانة، ومع ذلك لم يتم جعلها كرسيًا اسميًا منتظمًا ولكن نقلت كأسقفية سكنية في المنفى الفرنسي: أبرشية الروم الكاثوليك في بيت لحم كلاميسي مع منطقة صغيرة في بورغوندي، انظر أدناه - نادرة ولكنها ليست فريدة من نوعها، قارن مطرانية الناصرة الكاثوليكية الرومانية، زميلها الصليبي في المنفى في جنوب إيطاليا (في بارليتا في بوليا، جنوب إيطاليا).
في عام 1229، عادت بيت لحم والقدس والناصرة وصيدا لفترة وجيزة إلى مملكة القدس بموجب معاهدة بين فريدريك الثاني، إمبراطور الإمبراطورية الرومانية المقدسة والسلطان الأيوبي الكامل، مقابل هدنة مدتها عشر سنوات بين الأيوبيين والصليبيين. انتهت تلك المعاهدة عام 1239، ثم استعاد المسلمون بيت لحم عام 1244.
في عام 1250، مع وصول المماليك إلى السلطة، تراجع التسامح مع المسيحيين في فلسطين، وغادر رجال الدين الكاثوليك بيت لحم، التي هُدمت أسوارها عام 1263. ثم عاد الكاثوليك إلى بيت لحم فقط في القرن الرابع عشر واستقروا في الدير المجاور لكنيسة المهد. وفي هذه الأثناء سيطر الروم الأرثوذكس على كنيسة المهد وتقاسموا السيطرة على مغارة الحليب مع الكاثوليك والأرمن.

### سكن أساقفة بيت لحم في فلسطين
- أشيتينو = أنسكيتينوس (1110 – بعد 1123)[5]
- أنسيلمو = أنسو (قبل 1132 – بعد 1142)[5]
- جيرالدو (قبل 1147 – بعد 1152)[5]
- راؤول = رادولفو[6] الأول، (1155[7] – الوفاة 1173)[5]
- ألبرت = ألبرتو،[5] (1177 - 1181)[8]
- رودولفو (؟–1191)، بطريرك القدس للاتين (فلسطين) (1191 – الوفاة 1192)
- بييرو (قبل 1204 – قُتل عام 1205 في معركة أدريانوبوليس )[5]
- توماسو، (قبل 1207–؟)[5]
- رينيريو (قبل 1210–1233)[7]
- توماسو أجني دا لينتيني، النظام الدومينيكي (OP)، (1258–1263)، انتخب في عام 1272 بطريركًا للاتين على القدس[7]

### المنفى في بورجوندي
ترك الصليبي ويليام الرابع، كونت نيفيرس، الذي توفي في الأراضي المقدسة عام 1168، المبنى المعروف باسم مستشفى بانثينور أو بانتينور في بلدة كلاميسي في بورغوندي، مع بعض الأراضي، إلى أساقفة بيت لحم. في حالة وقوع بيت لحم تحت سيطرة المسلمين. في عام 1223، أقام أسقف بيت لحم آنذاك في ممتلكاته البورغندية، والتي ظلت مقرًا لأساقفة بيت لحم السكنيين (الاسميين تقريبًا) لما يقرب من 600 عام، حتى الثورة الفرنسية عام 1789.
لذلك، منذ عام 1223، مارس أساقفة بيت لحم "المنفيون" السلطة القضائية على المستشفى والفوبورج الذي كان ملكًا لهم. اختير خلفائهم من قبل الكونتات، فيما بعد دوقات نيفيرز، بموافقة البابا والملك، على الرغم من أن الأساقفة الفرنسيين (المجاورين) اعترضوا على شرعيتهم الأبرشية. في عام 1413، حاول شارل السادس أن يحصل لهم على الامتيازات التي يتمتع بها أساقفة المملكة الأبرشية، ولكن بسبب معارضة رجال الدين الفرنسيين استمروا في اعتبارهم أساقفة كفار. وفي عام 1635، منحهم مجلس رجال الدين الفرنسيين معاشًا تقاعديًا سنويًا. كريستوفر دوتييه من سيسغاو، مؤسس الكهنة التبشيريين لمجمع القربان المقدس واحتفل بخطبه أمام عبيد المطبخ في مرسيليا، وكان أسقف بيت لحم 1651-1663.
في أعقاب الثورة الفرنسية مباشرة، ألغت حق الملكية الذي كان مرتبطًا في السابق بأسقفية بيت لحم الفخرية، مما جعلها مثل أي كرسي فخري آخر أدرجته الكنيسة الكاثوليكية في الكتاب البابوي السنوي.

### انظر الفخري
حوالي عام 1462، استعادت روما الأبرشية الصليبية اسميًا، جنبًا إلى جنب مع كلاميسي (التي كانت في طاعة لباباوات أفينيون)، ولكن الآن باعتبارها أسقفية لاتينية فخرية طبيعية لبيت لحم (الإنجليزية) / بيت لحم (الفرنسية) / بيتليم (الإيطالية) / بيت لحم (لاتيني) / بيت لحم (لنا) (لاتيني). كان يضم شاغلي الوظائف التاليين، جميعهم من الرتبة الأسقفية (الأدنى) المناسبة:
- جيوفاني بيراتينو (19.09.1462 – ؟)
- فابريزيو (؟ - ؟)
- فرانشيسكو دي كارالاريس (1468.06.01 – 1471؟)
- كريستوفورو أميتشي (1473.02.01 – 1500.07.18)
- ماتيو (1506.11.21 – 1511؟)
- أنطونيو دي مونتي (1517.04.20 - 1517.08.21)
- كريستوفورو غيدالوتي تشيوتشي ديل مونتي (كريستوف دي مونتي) (لاحقًا كاردينال) (1517.08.21 - 1525.02.10)
- توماسو ألبيزي (1525.02.10 - 1527)
- ليوناردو دا فرشيلي، OESA (1534؟ – ؟)
- لويس سولير (1536.04.28 – ؟)
- كريستوبال دي أرغيلادا (1550.07.04 – 1572؟)
- ماريو بيلومو (23 سبتمبر 1585 - 1593)
- فينتشنزو مالاتيستا (1595.11.20 - 1603.05.02).

قمعت حوالي عام 1603، ولكن في عام 1840 أعيدت لتصبح أسقفية بيت لحم الفخرية (الإنجليزية) / بيت لحم (الفرنسية) / بيتليم (الكورية الإيطالية) / بيت لحم (لاتينية) / بيت لحم (الولايات المتحدة) (لاتينية)، ولكن هذه المرة مع الخلافة الرسولية إلى أبرشية بيت لحم في كلاميسي السابقة "المنفى البورغندي".
حمل رؤساء دير سان موريس داجون الإقليمي (الذي يمتلك مجمعًا سويسريًا خاصًا به للشرائع العادية، CSA) لقب بيت لحم من 1840.07.03 إلى 1970.
وهي شاغرة منذ عام 1987، بعد أن كان يشغلها شاغلو المناصب التالية، حتى الآن جميع الرتبة الأسقفية (الأدنى) المناسبة:
للتوضيح
- إتيان بارتيليمي باغنو، (1840.07.03 - 1888.11.02)
- جوزيف باكولات، (1889.02.05 - 1909.04.04)
- جوزيف إميل آبيت، (24.07.1909 - 03.08.1914)
- جوزيف توبي مارييتان، (15.10.1914 - 08.02.1931)
- برنارد ألكسيس بوركييه، (22/08/1932 - 30/03/1943)
- لويس سيفيرين هالر، (26.06.1943 - 17.07.1987)

## روابط خارجية
- كاثوليكي
- بيت لحم في الموسوعة الكاثوليكية.